# Route 180 (Nouveau-Brunswick)
Pour les articles homonymes, voir Route 180.
La route 180 est une route secondaire du Nouveau-Brunswick située dans le nord de la province, reliant la route 17, à Saint-Quentin, à la route 134, à Bathurst. Elle traverse une région principalement forestière sur une distance de 140 km (87 mi).

## Description du tracé

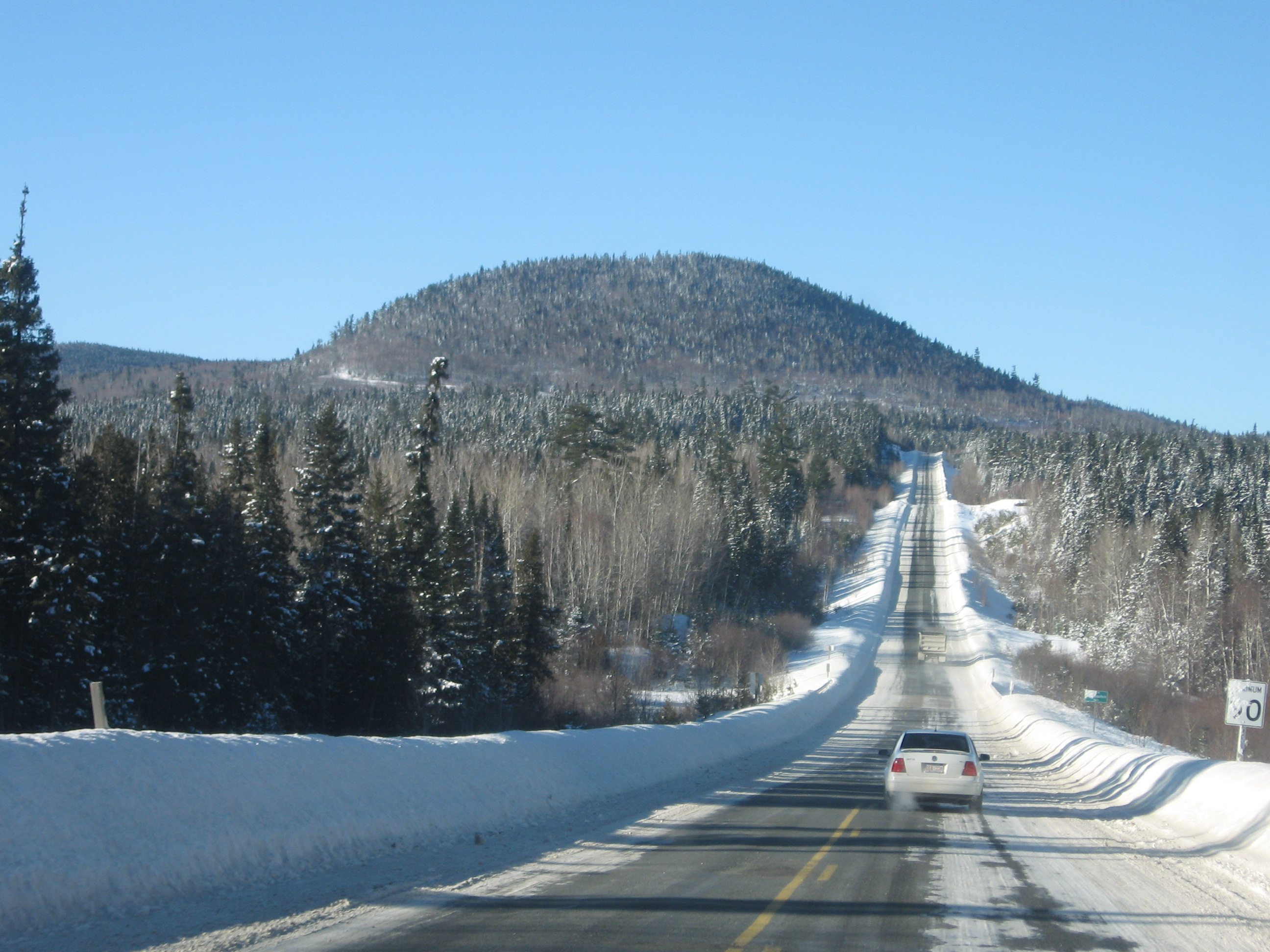
Route 180 (Chemin des Ressources)

La route 180 débute à sa jonction avec la route 17, dans le centre de Saint-Quentin. Elle se dirige d'abord vers l'est jusqu'à Rang Dix-Huit. Après Rang Dix-Huit, la route 180 traverse une région très isolée ne comptant aucune communauté sur ses prochains 100 km (62 mi). Sur ce segment, elle passe près du Parc provincial du Mont-Carleton, le plus haut sommet du Nouveau-Brunswick.
La première municipalité atteinte est Tetagouche-Sud. À 13 km (8 mi) à l'est de celle-ci, elle passe près de l'aéroport de Bathurst, puis elle croise la route 11, à la sortie 310 de cette dernière. La route 180 prend alors le nom de boulevard Vanier et traverse le nord de Bathurst. Elle prend fin à la jonction avec la route 134 (boulevard Saint-Pierre).

## Particularités
La route 180 est surnommée le Chemin des ressources, car elle traverse une région forestière et minière.
Cette route forestière est pavée sur toute sa longueur, ce qui en fait un raccourci pour les automobilistes parcourant le nord de la province. La route permet de gagner environ une demi-heure entre la région du Madawaska et Bathurst.
Durant la moitié du trajet, il n'y a pas de service cellulaire sur la route.

## Parcours cycliste
Depuis 2008, un parcours cycliste le long de la route est surnommé The Killer compte tenu de sa difficulté, avec des pentes de plusieurs kilomètres, des élévations abruptes de 250 mètres, des dénivelés aussi abrupts de 600 mètres et des vitesses de pointe atteignant presque 85 kilomètres à l'heure.

## Intersections majeures
| Comté       | Ville                         | km     | Destinations                                                | Notes                      |
| ----------- | ----------------------------- | ------ | ----------------------------------------------------------- | -------------------------- |
| Restigouche | Saint-Quentin                 | 0,00   | NB-17 – Campbellton, Saint-Léonard                          |                            |
| Restigouche | Five Fingers                  | 2,70   | NB-260 – Saint-Martin                                       |                            |
| Restigouche | District rural de Restigouche | 31,20  | NB-385 sud – Plaster Rock, Parc provincial du Mont-Carleton | Terminus nord de la NB-385 |
| Gloucester  | Bathurst                      | 139,20 | NB-11 – Campbellton, Caraquet, Miramichi                    | Sortie 310 de la NB-11     |
| Gloucester  | Bathurst                      | 140,50 | NB-315 nord (Rue Sunset)                                    | Terminus sud de la NB-315  |
| Gloucester  | Bathurst                      | 140,80 | NB-134 – Beresford, Bathurst (Centre-ville)                 |                            |
|             |                               |        |                                                             |                            |